# جون تي إيوينغ
جون تي إيوينغ (بالإنجليزية: John T. Ewing)‏ هو باحث في تاريخ العصور الكلاسيكية أمريكي، ولد في 1856 في إلينوي في الولايات المتحدة، وتوفي في 31 أكتوبر 1926 في ألما في الولايات المتحدة.